# Visquard
Visquard è una frazione (Ortsteil) del comune di Krummhörn, nel land della Bassa Sassonia, in Germania.

## Storia
Già comune autonomo nel circondario di Norden, fu soppresso e incorporato a Krummhörn il 1º luglio 1972.